# آلاندویی-ا-سوسی
الاندهوی-ات-ساسوییل (به فرانسوی: Alland'Huy-et-Sausseuil) یک کمون در فرانسه است که در Canton of Attigny واقع شده‌است.

## خصوصیات
الاندهوی-ات-ساسوییل ۸٫۷۱ کیلومترمربع مساحت و ۲۴۷ نفر جمعیت دارد و ۱۰۰ متر بالاتر از سطح دریا واقع شده‌است.